# Orchestre Odéon
L'Odéon est un orchestre chaux-de-fonnier qui fut fondé en 1862 par un groupe d'amis dont Zacharie Pantillon (1844-1929), horloger et violoniste amateur, mais dont l'histoire précise est encore à établir en fonction des diverses périodes qu'il a traversées en mobilisant des musiciens - amateurs et professionnels - pour assumer une fonction sociale précise dans une cité dont le théâtre, construit en 1837 à l'italienne et avec une fosse d'orchestre, vit son velum surpeint en 1899 selon un projet de 1875 prévoyant un ciel angélique orné de douze putti musiciens jouant sous la baguette de l'un d'eux. En ce sens, cet orchestre est un orchestre social au sens même de la définition d'un théâtre social. Le moment le plus crucial de son histoire pourrait être la période vécue de 1912 à 1946. À ce jour, il n'est possible clarifier cette histoire qu'au travers d'un moment précis et, peut-être, d'une œuvre précise.

## Période de laSeconde Guerre mondialeet de l'immédiat Après-guerre
Nous admettons que, dès 1942, l'orchestre s'organise en trois phalanges : celle des jeunes, celle des aînés - qui entrent dans l'ombre - et celle des musiciens dans la force de l'âge qui peuvent soutenir avec force et excellence le rythme de travail et la responsabilité de l'action face au public fidèle aux concerts tenus dans le Temple Indépendant devenu Temple Farel. Selon une indication de Maria Martin, l'orchestre des jeunes aurait été conditionné à mettre progressivement tous ses drapeaux en berne dès le 7 juin 1947, recevant miraculeusement le soutien de Frank Martin qui, à trois heures du matin, la veille d'un mariage célébré dans la famille le 10 août 1949, pouvait mettre la dernière main au Concerto pour 7 instruments à vent, timbales, batterie et orchestre à cordes. Neuf mois plus tard, le 26 mai 1950, le compositeur offrait une conférence à La Chaux-de-Fonds sous le thème curieux: Les mouettes et les autos. Se peut-il que la phalange de l'orchestre entrée dans l'ombre ait réuni quelques-uns des jeunes dans le salon de musique de Charles-Rodolphe Spillmann? La Correspondance 1934-1968 entre Ernest Ansermet et Frank Martin fait état de la chose le 20 avril 1948, le compositeur évoquant sa promesse pour « un morceau d'orchestre* commandé par l'orchestre de Berne » que Jacques Burdet, par sa note* de 1976 atteste comme pouvant devenir le concerto précité.